# Samuel Iling-Junior
Samuel Iling-Junior (* 4. Oktober 2003 in Islington, London) ist ein englischer Fußballspieler, der bei Aston Villa unter Vertrag steht und aktuell an den FC Middlesbrough ausgeliehen ist. Er spielt in erster Linie als ein Flügelspieler, der auf beiden Seiten spielen kann und über einen guten Abschluss und Schnelligkeit verfügt.

## Karriere

### Verein
2011 kam Iling-Junior zur FC Chelsea Academy und wurde bereits mit 16 Jahren in die U19-Auswahl befördert. Nach neun Jahren in London wechselte er 2020 zu Juventus Turin nach Italien. Zuvor hatten auch andere europäische Topklubs Interesse an dem Talent gezeigt. Am 7. Oktober wurde er von The Guardian in die Liste der 60 besten Talente der Welt des Jahrgangs 2003 aufgenommen. Am 2. April 2021 wurde er erstmals von Juventus-U23-Trainer Lamberto Zauli für ein Serie-C-Spiel gegen die US Alessandria Calcio in den Kader berufen. Sein erstes Tor für die U23 erzielte er am 3. September 2022 in der Serie C gegen die AC Trento 1921.
Am 21. Oktober 2022 folgte sein Debüt für die A-Mannschaft von Juventus in der Serie A bei einem 4:0-Heimsieg gegen den FC Empoli, als er kurz vor Spielende für Filip Kostić eingewechselt wurde. Vier Tage darauf gab er sein Debüt in der UEFA Champions League bei einer 3:4-Niederlage gegen Benfica Lissabon.
Im Juli 2024 wechselte er für 14 Millionen Euro plus Bonus nach England zu Aston Villa. Iling-Junior war bei der Sommervorbereitung für die neue Saison dabei, konnte den Trainer Unai Emery jedoch nicht von sich überzeugen.
Am 27. August 2024 wurde der Flügelspieler zurück in die Serie A an den FC Bologna ausgeliehen. Anfang Februar 2025 wurde die Leihe vorzeitig beendet, und Iling-Junior schloss sich dem Zweitligisten FC Middlesbrough per Leihe an.

### Nationalmannschaft
Iling-Junior ist Juniorennationalspieler England. Mit seinem Heimatland gewann er die U-19-Europameisterschaft 2022. Am 21. September 2022 gab er sein Debüt für die englische U20-Auswahl beim 3:0-Sieg gegen Chile in der Pinatar-Arena. Am 11. September 2023 folgte beim Auswärtsspiel in der EM-Qualifikation in Luxemburg das Debüt in der U21-Mannschaft.

## Titel
Verein
- Italienischer Pokalsieger: 2024 (Juventus Turin)

Nationalmannschaft
- U21-Europameister: 2025
- U19-Europameister: 2022